# Pego
Pego è un comune spagnolo situato nella comunità autonoma Valenciana.